# Чарин, Николай Авксентьевич
Николай Авксентьевич Чарин (9 декабря 1905 — 7 июня 1982) — советский инженер, специалист в области радиолокации.

## Биография
Родился в селе Пыелдино (ныне Сысольский район Республики Коми).
До 1924 г. работал в хозяйстве родителей, в 1924—1927 в Сыктывкаре в различных организациях, в 1927—1928 служил в РККА, в 1928—1930 старший бухгалтер, торговый инспектор Облпотребсоюза.
В 1930—1935 учился в Ленинградском политехническом институте. Первые полгода, не получив места в общежитии, жил в землянке, которую вырыл себе на пустыре на окраине Ленинграда.
В 1934—1937 старший инженер ОКБ № 21. В 1937—1938 заместитель начальника КБ завода № 329. В 1939—1942 старший инженер, заместитель главного инженера, главный инженер НИИ-49. В 1943—1944 заместитель директора по производству НИИ-10. Затем снова в НИИ-49: в 1944—1946 главный инженер, в 1946—1963 директор. На этом посту предпринимал посильные меры по поддержке незаконно репрессированных.
В 1963—1972 главный инженер НИИ-131 (НПО «Ленинец»). С 1973 г. и до конца жизни старший научный сотрудник ЦНИИ «Гранит» (бывший НИИ-49).
Доктор технических наук (1965).
Лауреат Сталинской (1951) и Ленинской (1959) премий, премии им. Н. Н. Острякова.
Награждён орденом Октябрьской Революции и двумя орденами Трудового Красного Знамени (в том числе в 1961 г. — за участие в создании образцов ракетной техники, космического корабля-спутника «Восток» и осуществление первого в мире полета этого корабля с человеком на борту).
Похоронен на Киновеевском кладбище Санкт-Петербурга.

Могила Чарина на Киновеевском кладбище Санкт-Петербурга.